# Mesyatsia
Mesyatsia is een geslacht van steenvliegen uit de familie vroege steenvliegen (Taeniopterygidae). De wetenschappelijke naam van het geslacht is voor het eerst geldig gepubliceerd in 1975 door Ricker & Ross.

## Soorten
Mesyatsia omvat de volgende soorten:
- Mesyatsia imanishii (Uéno, 1929)
- Mesyatsia karakorum (Šámal, 1935)
- Mesyatsia makartchenkoi Teslenko & Zhiltzova, 1992
- Mesyatsia nigra Zwick, 1980
- Mesyatsia o-notata (Okamoto, 1922)
- Mesyatsia tianshanica (Zhiltzova, 1972)